# سیکورسکی اچ-۵
سیکورسکی اچ-۵ (به انگلیسی: Sikorsky H-5) یک هواگرد ساختِ کارخانهٔ سیکورسکی در کشور ایالات متحده آمریکا است که در سال ۱۹۴۴–۱۹۵۱ ساخته شد. نخستین استفاده‌کنندهٔ این هواپیما نیروی هوایی ایالات متحده آمریکا بوده‌است.